# دوچرخه‌سواری در المپیک تابستانی ۱۹۷۲
دوچرخه‌سواری در بازی‌های المپیک تابستانی ۱۹۷۲ نام رویداد ورزش دوچرخه‌سواری در بازی‌های المپیک تابستانی بود که در سال ۱۹۷۲ برگزار شد. این مسابقات که فقط برای مردان بود از دو بخش دوچرخه‌سواری جاده و پنج بخش دوچرخه‌سواری پیست تشکیل شده بود که در مونیخ برگزار شد.

## نتایج

### جاده
| رویداد             | طلا                                                                            | نقره                                                                            | برنز             |
| رقابت انفرادی جاده | هنی کایپر · هلند                                                               | کلاید سفتون · استرالیا                                                          | no medal awarded |
| تایم تریل تیمی     | اتحاد شوروی (URS) · والری یاردی · گنادی کومناتوف · والری لیخاچوف · بوریس شوخوف | لهستان (POL) · ریشارد شورکوفسکی · ادوارد بارچیک · لوسیان لیس · استانیسواف شوزدا | no medal awarded |

### پیست
| رویداد             | طلا                                                                      | نقره                                                                          | برنز                                                                     |
| تعقیبی انفرادی     | کنوت کنودسن · نروژ                                                       | سافر کرومن · سوئیس                                                            | هانس لوتس · آلمان غربی                                                   |
| تعقیبی تیمی        | آلمان غربی (FRG) · گونتر شوماخر · یورگن کلمبو · گونتر هاریتس · اودو همپل | آلمان شرقی (GDR) · اووه اونتروالدر · توماس هوشکه · هاینتس ریشتر · هربرت ریشتر | بریتانیای کبیر (GBR) · ویلیام مور · مایکل بنت · ایان هالم · رونالد کیبلی |
| اسپرینت            | دانیل مورلون · فرانسه                                                    | جان نیکلسون · استرالیا                                                        | عمر پخاکادزه · اتحاد شوروی                                               |
| تاندم              | ولادیمیر سیمنیتس · و ایگور تسلوالینکوف · اتحاد شوروی                     | یورگن گشکه · و ورنر اتو · آلمان شرقی                                          | آندژی بک · و بندیکت کوکوت · لهستان                                       |
| ۱۰۰۰ متر تایم تریل | نیلس فردبور · دانمارک                                                    | دنی کلارک · استرالیا                                                          | یورگن شوتسه · آلمان شرقی                                                 |

## جدول مدال‌ها
| رتبه | کشور           | طلا | نقره | برنز | مجموع |
| ۱    | اتحاد شوروی    | ۲   | ۰    | ۱    | ۳     |
| ۲    | آلمان غربی     | ۱   | ۰    | ۱    | ۲     |
| ۳    | دانمارک        | ۱   | ۰    | ۰    | ۱     |
| ۳    | فرانسه         | ۱   | ۰    | ۰    | ۱     |
| ۳    | هلند           | ۱   | ۰    | ۰    | ۱     |
| ۳    | نروژ           | ۱   | ۰    | ۰    | ۱     |
| ۷    | استرالیا       | ۰   | ۳    | ۰    | ۳     |
| ۸    | آلمان شرقی     | ۰   | ۲    | ۱    | ۳     |
| ۹    | لهستان         | ۰   | ۱    | ۱    | ۲     |
| ۱۰   | سوئیس          | ۰   | ۱    | ۰    | ۱     |
| ۱۱   | بریتانیای کبیر | ۰   | ۰    | ۱    | ۱     |